# ベルセルク・ラマ症候群
ベルセルク・ラマ症候群（ベルセルク・ラマしょうこうぐん、ベルセルク・メール症候群とも）とは、人間によって飼いならされたラマやアルパカにおける、一種の心理的状態で、いずれも人間に対する攻撃行動を引き起こす可能性が高いものである。この用語は、かなり使い古されているが、しかしながら、実際に「凶暴(ベルセルク)」ではない性格を持つラマなどには、不適切に使われる場合もある。
この状態は、ラマが、人間を仲間のラマであるとみなす程度に、人間が刷り込みを行った結果と考えられている
そうして育ったラマは、人間の刷り込みが激しくなるにつれ、相互作用が荒くなり、縄張りをつくる確率が高くなりやすくなる。こうなった場合、敵対意識が人間にも向けられ、安楽死の場合などに暴れたりする可能性が高くなる。一方、メスのラマをも、先述したベルセルク・ラマ症候群に悩まされる羽目になるが、その行動は通常、唾吐きなどと困難な取り扱いに限られている。
対策としては、オスのラマを思春期に去勢するしかない。